# الأمير بوجيدار كاراجورجيفيتش
كان الأمير بوجيدار كاراجورجيفيتش (الصربية: Кнез Божидар Карађорђевић / Knez Božidar Karađorđevi؛ 11 يناير 1862 - 2 أبريل 1908) فنانًا صربيًا، وكاتبًا فنيًا، ومسافرًا عالميًا، وعضوًا في سلالة كارادجوردجيفيتش الصربية. أعطى دروس الغناء والرسم وكسب قوته لاحقًا بالعمل ناقدًا فنيًا ومترجمًا. كان مساهمًا في (الموسوعة البريطانية وLe Figaro وLa Revue de Paris وRevue des Revues وMagazine of Art) وغيرها من المنشورات.

## حياته
كان الأمير بوجيدار ينتمي إلى المقامات العليا (senior line) لسلالة كارادجوردجيفيتش (شقيقه الأكبر كان الأمير اليكسيس كارادجوردجيفيتش). كان الابن الثاني للأمير جورج كارادجوردجيفيتش وزوجته سارة كارادجوردجيفيتش (سارة أناستاسيجيفيتش). كان جده الأمير أليكسا الابن الأكبر لكارادجوردجيفيتش، مؤسس منزل كارادجوردجيفيتش وزعيم الانتفاضة الصربية الأولى.
عاش الأمير بوجيدار في فرنسا معظم حياته، حيث كان أفراد سلالة كارادجوردجيفيتش في المنفى بعد أن فقد الأمير ألكسندر كارادجوردجيفيتش العرش الصربي في عام 1858. سافر بوجيدار كثيرًا، وذهب في عدد من الرحلات حول العالم. خدم في الجيش الفرنسي وقاتل في الحملة الفرنسية في تونكينغ، وحصل على وسام جوقة الشرف. أعطى دروس الغناء والرسم قبل أن يصبح مترجمًا وصحفيًا. زار صربيا مرتين في مطلع القرن الجديد (1897 أواخر عام 1899 أو أوائل عام 1900)، بنحو شبه خفي في كلتا المرتين، في محاولة لتقييم الشعور العام لدى السكان حول الاستبدال المحتمل لسلالة كارادجوردجيفيتش بسلالة أوبرينوفيتش في حالة موت الملك الإسكندر أوبرينوفيتش دون أطفال، كما كان متوقعًا أن يحدث في ذلك الوقت، بسبب زواج الملك من الملكة دراغا في سن يتجاوز سن الإنجاب في ذلك الوقت. كما زار صربيا مرة أخرى بعد إزالة الملك وتولي ابن عمه الثاني بيتر كارادجوردجيفيتش المنصب، ولكنه أصيب بخيبة أمل من المعاملة التي تلقاها (فغالبًا تجاهله قريبه الملكي).
جاب أنحاء الهند على نطاق واسع خلال إحدى رحلاته، وزار 38 مدينة. كتب كتابًا عن تجاربه بعنوان (الهند الساحرة Enchanted India) قدم فيه وصفًا للشعب الهندي وطقوسهم الدينية وغيرها من الاحتفالات. كما قدم وصفًا مفصلًا للمناظر الطبيعية والمباني الهندية. كما ترجم أعمال تولستوي والكاتب المسرحي المجري مور جوكاي.
نتيجة لاهتمامه بالفن، زار ميونيخ ودريسدن وبرلين وأمضى بضعة أشهر في إيطاليا؛ بعد ذلك استقر في باريس. هناك ساهم بانتظام بمقالات لصالح Figaro، La Revue de Paris، مجلة الفن (Ilya Repin، Jules Bastien-Lepage)، متضمنةً سيرة ماري باشكيرتسيف في الموسوعة البريطانية (الطبعة 11، المجلد الثالث). في مونمارتر، التقى وصادق الممثلة المسرحية الفرنسية سارة بيرنهاردت، ورائدة الرقص الحديث لوي فولر، والشاعر والروائي والمستشرق الفرنسي جوديث غوتييه، وسوزان ماير زونديل، والملحن النمساوي هوغو وولف، والرسام والمصور هنري دي تولوز لوتريك، ومؤسس فرقة الباليه الروسية سيرجي دياجليف. يدعي كاتب السيرة الذاتية ستيفان ك. بافلوويتش أن الأمير كان مثلي الجنس بنحو علني، وليس له علاقة بالنساء باستثناء الأفلاطونية البحتة.
في سنواته اللاحقة، حوّل الأمير كارادجوردجيفيتش انتباهه إلى الزخرفة، ونفذ الألواح والميداليات لمرسم باريس بوصفه مصممًا ونحاتًا ورسامًا وصائغ الفضة ، وغالبًا ما كان يقضي وقتًا مع جورج لاكومب، وإميل برنارد، وإدوارد فويلارد، وبول سيروزيه، وأعضاء آخرين في Les Nabis. عُرضت لوحات كارادجوردجيفيتش والرسوم التوضيحية والألوان المائية وصياغة الفضة أول مرة في بلغراد في عام 1908.
توفي في فرساي، في 2 أبريل 1908.